# Apprendimento autentico
Nell'istruzione, l'apprendimento autentico è un approccio didattico che consente agli studenti di esplorare, discutere e costruire significativamente concetti e relazioni in contesti che coinvolgono problemi e progetti reali che sono pertinenti per l'alunno. Si riferisce ad una "ampia varietà di tecniche didattiche ed educative incentrate sul collegamento di ciò che gli studenti apprendono dalla scuola per questioni, problemi e applicazioni del mondo reale. L'idea fondamentale è che gli studenti hanno un maggiore interesse ad apprendere nuovi concetti e competenze, prepararsi ad avere successo nel college, al lavoro e nell'età adulta se ciò che apprendono rispecchia il contesto della vita reale, li equipaggia con abilità pratiche e utili e affronta argomenti rilevanti e applicabili alla loro vita fuori dalla scuola".

## Descrizione
L'istruzione autentica avrà una forma molto diversa rispetto ai metodi tradizionali di insegnamento. Nella classe tradizionale, gli studenti assumono un ruolo passivo nel processo di apprendimento. La conoscenza è considerata una raccolta di fatti e procedure che vengono trasmesse dall'insegnante allo studente. In questa prospettiva, l'obiettivo dell'educazione è di possedere una grande raccolta di questi fatti e procedure. L'apprendimento autentico, d'altra parte, prende un approccio costruttivista, in cui l'apprendimento è un processo attivo. Gli insegnanti offrono opportunità agli studenti di costruire la propria conoscenza attraverso l'impegno in un'inchiesta diretta, la soluzione dei problemi, il pensiero critico e le riflessioni nei contesti del mondo reale. Questa costruzione della conoscenza è fortemente influenzata dalle esperienze precedenti dello studente, nonché dalle caratteristiche che formano l'ambiente di apprendimento, quali valori, aspettative, ricompense e sanzioni. L'istruzione è più orientata agli studenti. Gli studenti non memorizzano semplicemente i fatti in situazioni astratte e artificiali, ma sperimentano e applicano le informazioni in modi che sono fondati nella realtà.

### Caratteristiche
Non esiste una descrizione definitiva dell'apprendimento autentico. Gli educatori devono sviluppare le proprie interpretazioni di cosa crea il significato per gli studenti nelle loro aule. Tuttavia, la letteratura suggerisce che ci sono diverse caratteristiche di autentico apprendimento. È importante notare che i compiti autentici di apprendimento non devono avere tutte le caratteristiche. Possono essere considerati come uno spettro, con i compiti più o meno autentici. Le caratteristiche dell'apprendimento autentico includono le seguenti:
- L'apprendimento autentico è centrato su compiti autentici e pertinenti del mondo reale che sono di interesse per gli studenti.
- Gli studenti sono impegnati attivamente nell'esplorazione e nell'inchiesta.
- Imparare, più spesso, è interdisciplinare. Richiede l'integrazione di contenuti provenienti da diverse discipline e porta a risultati oltre i risultati di apprendimento specifici del dominio.
- L'apprendimento è strettamente connessa al mondo al di là delle mura della classe.
- Gli studenti si impegnano in compiti complessi e in capacità di pensiero di ordine superiore, come analizzare, sintetizzare, progettare, manipolare e valutare le informazioni.
- L'apprendimento inizia con una domanda o un problema che non può essere costruttivo in quanto consente allo studente di costruire la propria risposta e l'indagine. Il risultato dell'esperienza di apprendimento non può essere predeterminato.[6]
- Gli studenti producono un prodotto che può essere condiviso con un pubblico fuori dall'aula. Questi prodotti hanno valore a sé stante, anziché semplicemente per guadagnare un grado.
- I prodotti risultanti sono concreti che permettono di essere condivisi e critici; questo feedback consente di riflettere e di approfondire il proprio apprendimento.
- L'apprendimento è guidato da studenti, con tutor, coetanei, insegnanti, genitori e esperti esterni, tutti assistiti e allenati nel processo di apprendimento.
- I partecipanti impiegano tecniche d'impalcatura istruzionali in tempi critici.
- Gli studenti hanno opportunità per il discorso sociale, la collaborazione e la riflessione.
- Sono disponibili numerose risorse.
- La valutazione dell'apprendimento autentico è integrata senza soluzione di continuità nell'ambito del compito di apprendimento per riflettere simili valutazioni del mondo reale. Questo è noto come autentica valutazione ed è in contrasto con le valutazioni di apprendimento tradizionali in cui viene dato un esame dopo che le conoscenze o le abilità sono state sperimentate.
- L'apprendimento autentico offre agli studenti l'opportunità di esaminare il problema da diverse prospettive, che consente soluzioni concorrenti e una diversità di risultati anziché una sola risposta corretta.[7][8][9][10]
- Gli studenti forniscono l'opportunità di articolare il loro processo di apprendimento e/o il prodotto finale di apprendimento.[11]

### 5 standard
Sebbene sia stata prestata molta attenzione agli standard educativi per il curriculum e la valutazione, "gli standard di istruzione tendono a concentrarsi su aspetti procedurali e tecnici, con poca attenzione a standard più fondamentali di qualità." La sfida non è semplicemente adottare tecniche di insegnamento innovative, ma dare agli studenti l'opportunità di utilizzare bene le loro menti e di fornire agli studenti un'istruzione che abbia significato o valore al di fuori del raggiungimento del successo scolastico.
Per affrontare questa sfida, il Wisconsin Center on Organization and Restructuring of Schools ha sviluppato un quadro costituito da cinque standard di istruzione autentica. Questo quadro può essere uno strumento prezioso sia per i ricercatori che per gli insegnanti. Fornisce "un insieme di standard attraverso cui visualizzare le assegnazioni, le attività didattiche e il dialogo tra insegnante e studenti e tra studente e studente."
Gli insegnanti possono utilizzare il quadro per generare domande, chiarire gli obiettivi e criticare il loro insegnamento. Ogni standard può essere valutato in una scala da uno a cinque piuttosto che con un sì o no. "I cinque standard sono il pensiero superiore, la profondità della conoscenza, la connettività al mondo oltre l'aula, la conversazione sostanziale e il sostegno sociale per l'obbiettivo dello studente."
- Pensiero superiore: questa scala misura il grado a cui gli studenti utilizzano l'abilità di pensiero superiore. Il pensiero di ordine superiore richiede agli studenti di andare oltre il semplice richiamo dei fatti al compito più complesso di manipolare le informazioni e le idee in modi che trasformano il loro significato e le implicazioni, come quando gli studenti sintetizzano, generalizzano, spiegano, ipotizzano o giungono a una conclusione o interpretazione.
- Profondità della conoscenza: Questa scala valuta la profonda conoscenza e comprensione degli studenti. La conoscenza è considerata profonda quando gli studenti sono in grado di "distinguere chiaramente, sviluppare argomenti, risolvere i problemi, costruire spiegazioni e altrimenti lavorare con comprensioni relativamente complesse." Anziché enfatizzare grandi quantità di informazioni frammentate, l'istruzione copre meno argomenti in modi sistematici e connessi che conducono a una comprensione più approfondita.
- Connettività al mondo: questa scala misura l'entità in cui l'istruzione ha valore e significato al di là del contesto istruzionle. L'istruzione può esibire connessioni quando gli studenti affrontano problemi pubblici reali o quando utilizzano esperienze personali come contesto per l'applicazione delle conoscenze.
- Conversazione sostanziale: Questa scala valuta l'entità della comunicazione per imparare e comprendere la sostanza di un soggetto. Alti livelli di conversazione sostanziale sono indicati da tre caratteristiche: una notevole interazione sull'argomento, che include la prova di un pensiero di ordine superiore, la condivisione di idee non scritte o controllate e il dialogo che si basa sulle idee dei partecipanti per promuovere una migliore comprensione collettiva di un tema o un argomento.
- Supporto sociale per il conseguimento degli studenti: La scala di supporto sociale misura la cultura della comunità apprendente. Il sostegno sociale è alto nelle classi dove ci sono aspettative elevate per tutti gli studenti, un clima di rispetto reciproco e inclusione di tutti gli studenti nel processo di apprendimento. I contributi di tutti gli studenti sono accolti e valorizzati.

### Esempi
Ci sono diverse pratiche di apprendimento autentiche in cui gli studenti possono partecipare. Questi sono alcuni esempi:
- Apprendimento basato su simulazione: gli studenti si impegnano in simulazioni e giochi di ruolo per essere messi in situazioni in cui lo studente deve partecipare attivamente al processo decisionale di un progetto. Ciò aiuta a "sviluppare una preziosa comunicazione, collaborazione e capacità di leadership che aiutino lo studente ad avere successo come un professionista nel campo che sta studiando."[13] L'apprendimento attraverso la simulazione e il gioco di ruolo è stato utilizzato per addestrare i compagni di volo, i vigili del fuoco e il personale medico per citarne alcuni.
- Media creati dagli studenti: i media creati dagli studenti si concentrano sull'utilizzo di varie tecnologie per creare video, progettare siti web, produrre animazioni, ricostruzioni virtuali e creare fotografie." Oltre ad acquisire un'esperienza preziosa nel lavorare con una vasta gamma di tecnologie, "gli studenti hanno anche migliorato la loro comprensione di lettura, le capacità di scrittura e le loro abilità per pianificare, analizzare e interpretare i risultati mentre progrediscono attraverso il progetto multimediale."
- Apprendimento basato sull'inchiesta: l'apprendimento basato sull'iniziativa inizia da posare domande, problemi o scenari anziché semplicemente presentare materiale agli studenti. Gli studenti identificano e affrontano questioni e domande per sviluppare le proprie conoscenze o soluzioni. L'apprendimento basata sull'inchiesta viene generalmente utilizzato nei campi, negli studi di caso, nelle indagini, nei progetti individuali e di gruppo e nei progetti di ricerca.
- Valutazione basata su peer: In base a valutazioni basate su peer, gli studenti hanno la possibilità di analizzare, criticare e fornire feedback costruttivo sulle assegnazioni dei loro coetanei. Attraverso questo processo, sono esposti a diverse prospettive sul tema che viene studiato, dando loro una comprensione più profonda.
- Lavorare con gli strumenti remoti: Il software specializzato può fornire agli studenti le opportunità che potrebbero non avere altrimenti. Ad esempio, "diversi pacchetti software producono risultati simili che gli studenti che lavorano in un laboratorio completamente attrezzato potrebbero ricevere. Interpretando i risultati basati sul software, gli studenti sono in grado di applicare la teoria alla pratica in quanto interpretano i dati che altrimenti non sarebbero a loro disposizione."
- Lavorare con i dati di ricerca: gli studenti raccolgono i propri dati o utilizzano i dati raccolti dai ricercatori per condurre le proprie indagini.
- Riconoscimenti e documentazione dei risultati: L'importanza della metacognizione nel processo di apprendimento è ben documentata. Dare agli studenti l'opportunità di riflettere e monitorare il loro apprendimento è essenziale. Le riviste, le cartelle e le cartelle elettroniche sono esempi di veri e propri compiti di apprendimento progettati per mostrare il lavoro degli studenti e dare allo studente un mezzo per riflettere sul suo apprendimento nel tempo.
- Apprendimento basato sul progetto: inizia con un problema o una domanda che è il punto di partenza per l'inchiesta e che tutti i prodotti vengono creati a suo seguito. Risultati in una singola o serie di prodotti o manufatti vengono creati come risultato o soluzione all'inchiesta.

### Benefici
La ricerca educativa dimostra che l'apprendimento autentico è un approccio di apprendimento efficace per preparare gli studenti al lavoro nel XXI secolo. Stabilendo le conoscenze nei contesti rilevanti, l'apprendimento è migliorato in tutti e quattro i temi dell'apprendimento: conoscenze (cognitive), affettivo (atteggiamenti), psicomotori (abilità) e psicosociali (abilità sociali). Alcuni dei vantaggi dell'apprendimento autentico includono:
- Gli studenti sono più motivati e hanno maggiori probabilità di essere interessati a ciò che stanno imparando quando è rilevante e applicabile alle loro vite al di fuori della scuola.
- Gli studenti sono meglio preparati ad avere successo in college, in carriera e in età adulta.
- Gli studenti imparano ad assimilare e collegare conoscenza che non è familiare.
- Gli studenti sono esposti a diverse impostazioni, attività e prospettive.
- Il trasferimento e l'applicazione di conoscenze teoriche al mondo al di fuori della classe è migliorata.
- Gli studenti hanno l'opportunità di collaborare, produrre prodotti e di praticare la soluzione dei problemi e le competenze professionali.
- Gli studenti hanno l'opportunità di esercitare giudizi professionali in un ambiente sicuro.
- Gli studenti praticano abilità di pensiero di ordine superiore.
- Gli studenti sviluppano la pazienza per seguire argomenti più lunghi.
- Gli studenti sviluppano flessibilità per affrontare i confini disciplinari e culturali.[14]